# Xin Xin
Xin Xin (en chino: 辛鑫; (Jinan, 6 de noviembre de 1996) es una deportista china que compite en natación, en la modalidad de aguas abiertas.
Ganó una medalla de oro en el Campeonato Mundial de Natación de 2019, en la prueba de 10 km. Participó en cuatro Juegos Olímpicos de Verano, entre los años 2012 y 2024, ocupando el cuarto lugar en Río de Janeiro 2016 y el octavo en Tokio 2020, en la prueba de 10 km.

## Palmarés internacional
| Campeonato Mundial | Campeonato Mundial      | Campeonato Mundial | Campeonato Mundial |
| Año                | Lugar                   | Medalla            | Prueba             |
| ------------------ | ----------------------- | ------------------ | ------------------ |
| 2019               | Gwangju (Corea del Sur) | Medalla de oro     | 10 km              |